# Zeehonden
Zeehonden of robben (Phocidae) vormen een familie van zeezoogdieren. Ze behoren tot de roofdieren (Carnivora). Zo'n 90% van de ruwweg 11.000 zeehonden van Nederland is in de Waddenzee te vinden; verder zijn er populaties in onder andere de Ooster- en Westerschelde. In België worden ze, door het strakke verloop van de kust, zelden gezien. Jonge zeehonden die hun moeder zijn kwijtgeraakt noemt men ook wel huilers. Pasgeboren zeehonden zijn doorgaans wit van kleur.

## Kenmerken
Zeehonden hebben korte stugge haren en nauwelijks ondervacht. Ze houden met een dikke speklaag de lichaamswarmte vast. Ze hebben goed ontwikkelde tastharen, niet alleen in de snor, maar ook in de wenkbrauwen. De meeste soorten hebben een gevlekte vacht. Bij enkele soorten bestaat er seksueel dimorfisme, waarbij de mannetjes veel groter zijn dan de vrouwtjes, een ander vlekkenpatroon hebben, en zelfs een slurf (zoals bij de zeeolifanten). Mannetjes hebben ook een penisbot of baculum. De achtervinnen, waarmee ze zwemmen, zijn groter dan de voorvinnen. Zeehonden hebben geen oorschelp.

## Bedreiging en bescherming
Sommige soorten worden bedreigd, in het verleden door de jacht, tegenwoordig door vervuiling van de zee en door ziektes. Zieke en verlaten zeehonden worden in Nederland opgenomen in de opvangcentra WEC te Lauwersoog (Stichting Zeehondencentrum Pieterburen), Ecomare op Texel en A Seal te Stellendam. In België kunnen de dieren onder meer terecht bij Sea Life Blankenberge.
Zeehonden komen ook in de buurt van beide polen voor. Ze zijn belangrijke prooidieren voor ijsberen en orka's.

## Jacht
De jacht op zeehonden door middel van knuppelen is over de hele wereld verboden, behalve in Canada. In Nederland is de jacht sinds 1962 verboden; de zeehond was destijds in de Waddenzee en in de toen nog niet afgesloten zeearmen in Zeeland bijna uitgeroeid.

## Leefwijze
Zeehonden voelen door een zwakke ademreflex weinig drang om naar lucht te happen, waardoor zij onder water eerder zullen stikken dan verdrinken. Een zeehond kan onder water slapen en houdt dan tot twintig minuten lang de adem in. Ook wanneer de dieren op het droge slapen ademen ze niet tijdens de slaap. Ze slaan zuurstof niet alleen op in hun bloed maar ook in hun lichaam. Als ze niet ademen geven de spieren zuurstof af.
Hoewel de zeehonden op de Waddeneilanden steeds in groepen lijken te zonnen, zijn het solitair levende dieren. Een moeder zal haar jong enkel tijdens de eerste weken verzorgen. Als het jong in nood verkeert of achterblijft, zal de moeder eerder zelf vluchten en haar jong achterlaten dan het te helpen of verdedigen. Ze zal naderhand haar jong zelfs niet meer zoeken.
Een zeehond wordt in normale omstandigheden maximaal 25 jaar, hoewel er in het opvangcentrum op Texel exemplaren in gevangenschap leven die meer dan 30 jaar oud zijn.
In de periode 2019-2021 was er een toename in gespotte dieren voor de Belgische kust, meer bepaald in de havengeul van Oostende en Nieuwpoort, waar ze bijna dagelijks komen uitrusten. Door de massale belangstelling van nieuwsgierigen was het vrij snel noodzakelijk dat de vereniging NorthSealTeam werd opgericht, die zich tot doel stelt om de dieren voldoende rust te gunnen en de mensen te sensibiliseren en te onderwijzen. 
- Houd minstens 30 m afstand
- Houd honden aan de leiband én op afstand
- Bewaar de rust

## Taxonomie
- Familie: Phocidae
  - Onderfamilie Phocinae (Noordelijke zeehonden)
    - Tribus Cystophorini
      - Geslacht Cystophora
        - Klapmuts (Cystophora cristata)

    - Tribus Erignathini
      - Geslacht Erignathus
        - Baardrob (Erignathus barbatus)

    - Tribus Phocini
      - Geslacht Halichoerus
        - Grijze zeehond of kegelrob (Halichoerus grypus)

      - Geslacht Histriophoca
        - Bandrob (Histriophoca fasciata)

      - Geslacht Pagophilus
        - Zadelrob (Pagophilus groenlandicus)

      - Geslacht Phoca
        - Larghazeehond (Phoca largha)
        - Gewone zeehond (Phoca vitulina)

      - Geslacht Pusa
        - Kaspische rob (Pusa caspica)
        - Ringelrob, stinkrob of kleine zeehond (Pusa hispida)
        - Baikalrob (Pusa sibirica)

  - Onderfamilie Monachinae
    - Tribus Lobodontini
      - Geslacht Hydrurga
        - Zeeluipaard (Hydrurga leptonyx)

      - Geslacht Leptonychotes
        - Weddellzeehond (Leptonychotes weddellii)

      - Geslacht Lobodon
        - Krabbeneter (Lobodon carcinophagus)

      - Geslacht Ommatophoca
        - Rosszeehond (Ommatophoca rossii)

    - Tribus Miroungini
      - Geslacht Zeeolifanten (Mirounga)
        - Noordelijke zeeolifant (Mirounga angustirostris)
        - Zuidelijke zeeolifant (Mirounga leonina)

    - Tribus Monachini
      - Geslacht Monniksrobben (Monachus)
        - Hawaïaanse monniksrob (Monachus schauinslandi)
        - Mediterrane monniksrob (Monachus monachus)
        - †Caribische monniksrob (Monachus tropicalis)

## Afbeeldingen

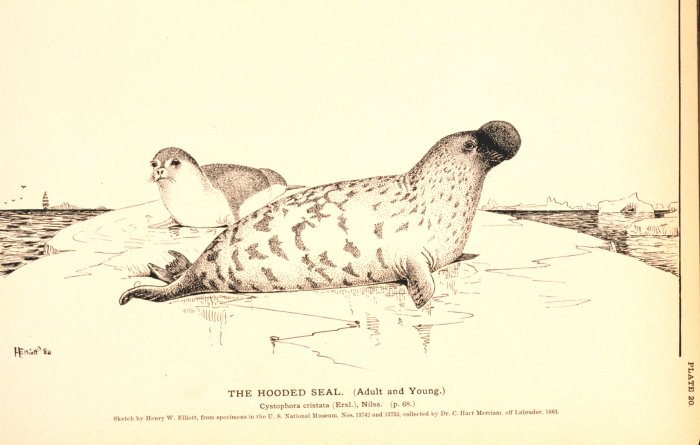
Klapmuts (Cystophora cristata)